# Кирк, Рикардо

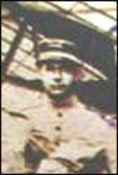

Рикардо Жоао Кирк (порт. Ricardo Kirk; 1874, Кампус-дус-Гойтаказис, штат Рио-де-Жанейро — 1 марта 1915, Санта-Катарина) — пионер бразильской авиации. Военный лётчик бразильской армии. Капитан (посмертно).

## Биография
В 1874 году поступил в военное училище, в ноябре 1891 — прапорщик, в 1891 году — второй лейтенант, в ноябре 1893 года — старший лейтенант бразильской армии.
Лейтенант Рикардо Кирк был первым офицером бразильской армии научившимся пилотировать самолеты. Получил лицензию 22 октября 1912 в École d’Aviation d’Etampes во Франции.
Вернувшись в Бразилию, стал управляющим техником бразильского аэроклуба, в надежде создать благоприятные условия для развития авиации в стране.
Получив разрешение на закупку самолетов для бразильского аэроклуба, Р. Кирк отправился в Европу, чтобы где приобрёл два самолета; 6 апреля 1914 года прибыл в Бразилию на пароходе «Araguaia».
24 мая 1914 года, для того, чтобы пробудить интерес публики к авиации, организовал конкурс скоростной авиагонки между двумя самолетами: французским монопланом фирмы Morane-Saulnier, с площадью крыла 16 м², оснащенным двигателем Le Rhône 80 л. с. (пилот лейтенант Рикардо Кирк) и итальянским монопланом Bleriot-Sit, с площадью крыла 16 м², оснащенным двигателем Gnome 80 л. с. (пилот гражданский лётчик Эрнесто Дариоли).
Старт был в Alfonsos и маршрут был разработан таким образом, чтобы самолеты прошли над несколькими частями города. По возвращении, точность посадки требовалась такая, чтобы самолеты должны были закончить полёт ближе к окружности шести метров в диаметре, нарисованном на поле. Дариоли из-за перегрева двигателя своего самолета вышел из гонки, а лейтенант Кирк завершил полёт и был объявлен победителем.
После начала крестьянского восстания на спорных территориях южной Бразилии (1912—1916) лейтенант Рикардо Кирк был мобилизован для проведения воздушных разведок в поддержку наземных армейских операций. Под командованием Р. Кирка в районе конфликта были три моноплана, которые проводили рекогносцировку над позициями противника с целью управления артиллерийским огнем.
Во время одного из разведывательных полётов 1 марта 1915 года, в условиях плохой видимости в штате Санта- Катарина, самолёт Кирка в результате отказа механизма, приведшего к серьёзной аварии, упал на землю. Пилот Кирк погиб.

## Память

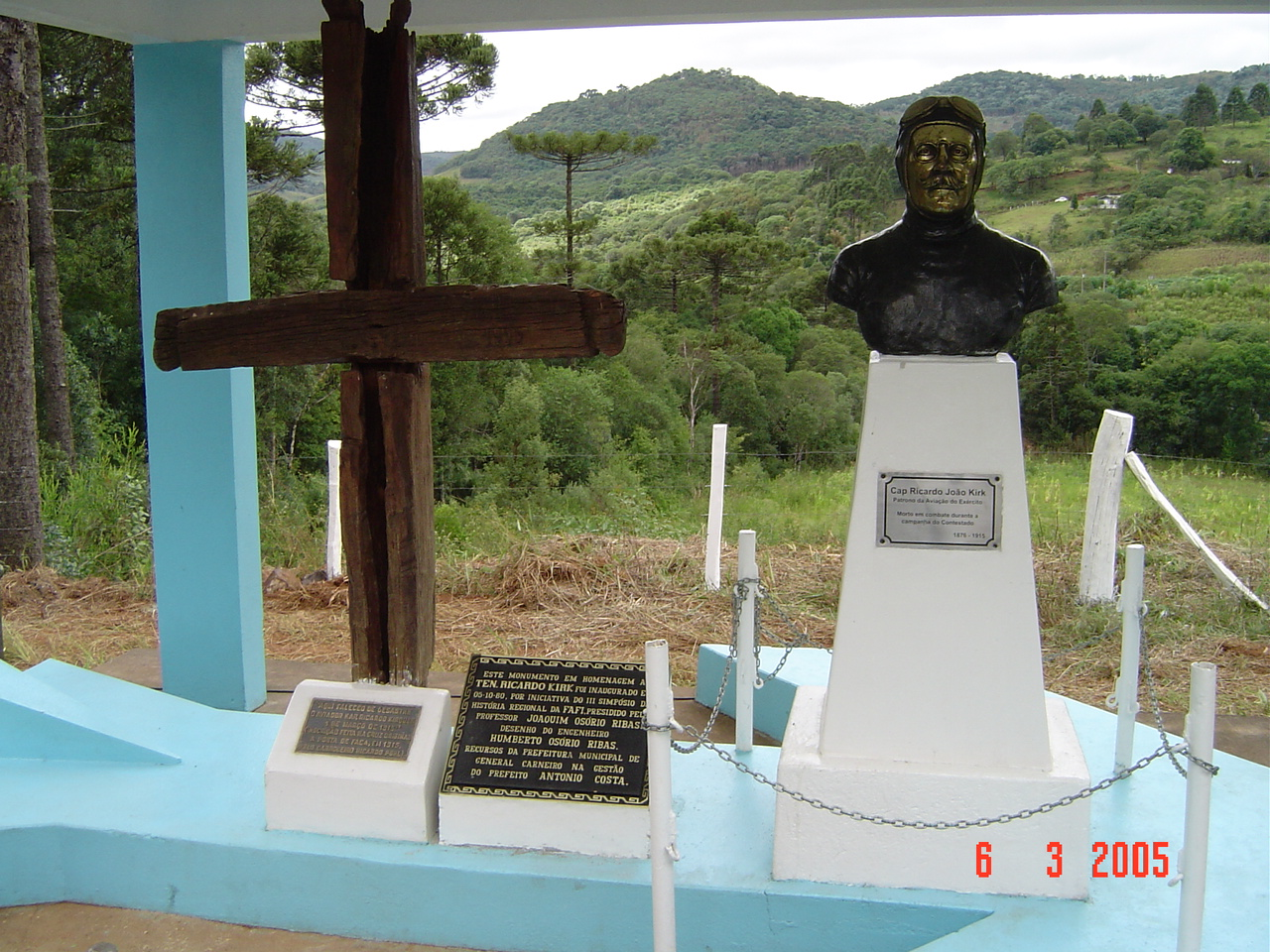
«Крест авиатора», Женерал-Карнейру (Парана)

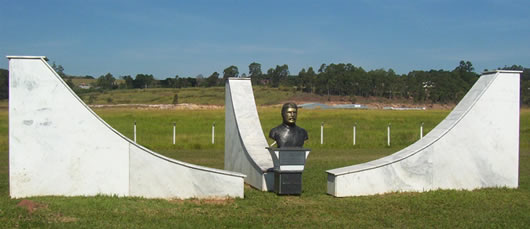
Памятник Рикардо Кирку в Таубате

На месте аварии Рикардо Кирка в Женерал-Карнейру (Парана) установлен памятник под названием «Крест авиатора», представляющий из себя железобетонную конструкцию, символизирующую плоскость самолёта лётчика. 10 марта 2002 года командованием бразильской армейской авиации был открыт бронзовый бюст Рикардо Кирка.
В октябре 1943 года останки лейтенанта Кирка были перевезены в Мавзолей авиаторов на кладбище Сан-Жуан-Батиста в Рио-де-Жанейро.
В 1996 году в Таубате открыт памятник Рикардо Кирку.